# Petr Jákl (Regisseur)

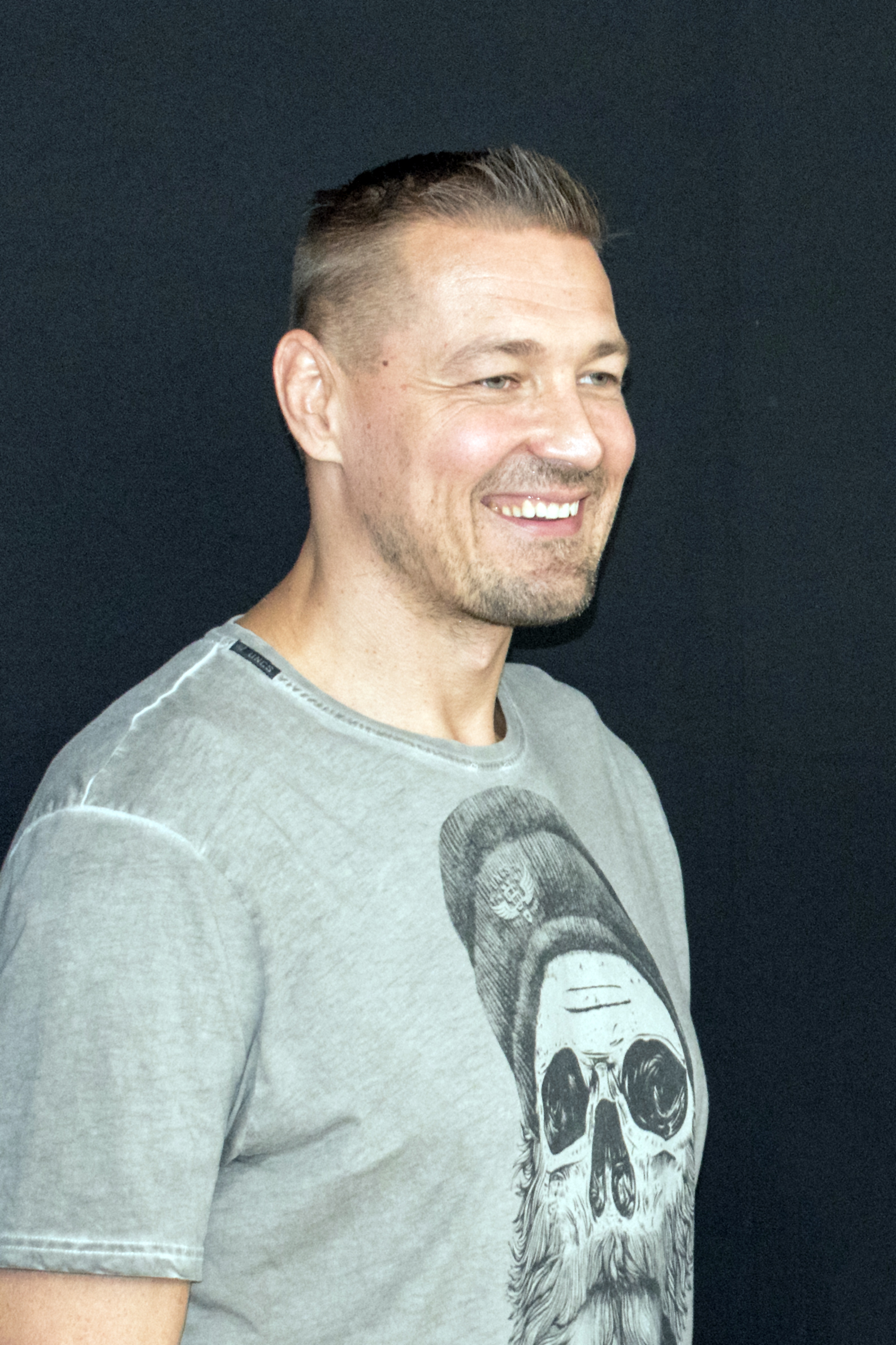
Petr Jákl 2018 bei der Pressekonferenz von Medieval

Petr Jákl (* 14. September 1973 in Prag) ist ein tschechischer Judoka und Filmschauspieler, der seit seinem Film Akte Kajínek auch als Filmregisseur, Drehbuchautor und Filmproduzent tätig ist.

## Leben
Er ist der Sohn von Petr Jákl, einem tschechischen Judoka. Er stieg in die Fußstapfen seines Vaters und war Teilnehmer der Sommer-Universiade 1995 und bei den Olympischen Sommerspielen 2000.
Nach seiner eigenen Karriere als Judoka stieg Jákl zunächst als Stuntman, dann als Schauspieler ins Filmgeschäft ein. Bei seinem Kriminalfilm Akte Kajínek, den er 2010 auch beim Filmfest Cottbus vorstellte, führte Jákl auch Regie und schrieb zudem das Drehbuch.
Seit 2007 ist Petr Jákl mit Romana Jákl Vítová verheiratet.

## Filmografie (Auswahl)

### Schauspieler
- 2002: xXx – Triple X (xXx)
- 2003: Krysař
- 2004: Eurotrip
- 2004: Alien vs. Predator
- 2005: Pterodactyl – Urschrei der Gewalt (Pterodactyl)
- 2006: Po hlavě … do prdele
- 2010: Akte Kajínek (Kajínek)

### Regisseur und Drehbuchautor
- 2010: Akte Kajínek (Kajínek)
- 2015: Ghoul – Die Legende vom Leichenesser (Ghoul)
- 2022: Medieval

### Produzent
- 2003: Krysař
- 2006: Poslední sezona (Fernsehserie, 10 Folgen)
- 2010: Akte Kajínek (Kajínek)
- 2015: Ghoul – Die Legende vom Leichenesser (Ghoul)
- 2019: The Last Full Measure
- 2022: Medieval
- 2022: The Inhabitant
- 2022: Pfad der Vergeltung (Savage Salvation)
- 2023: Emmas Herz (One True Loves)
- 2023: Blood for Dust
- 2023: 57 Seconds
- 2024: Land of Bad
- 2024: Wrooklyn Zoo
- 2024: Old Guy – Alter Hund mit neuen Tricks (Old Guy)
- 2025: Locked